# Azumbre
El azumbre es una antigua unidad de medida para el volumen de líquidos, utilizado comúnmente y casi en exclusividad para el vino. Su equivalencia variaba de una región a otra: 
| Equivalencia              | Lugar                   |
| ------------------------- | ----------------------- |
| un azumbre = 2,52 litros. | San Sebastián           |
| un azumbre = 2,06 litros  | el resto del País Vasco |
| un azumbre = 2,05 litros  | Castilla                |
| un azumbre = 2,06 litros. | Valencia                |

El azumbre estaba dividido en cuatro cuartillos o dieciséis copas. Ocho azumbres formaban una cántara o arroba mayor, y dos azumbres una cuartilla. 